# Marcin Jahr

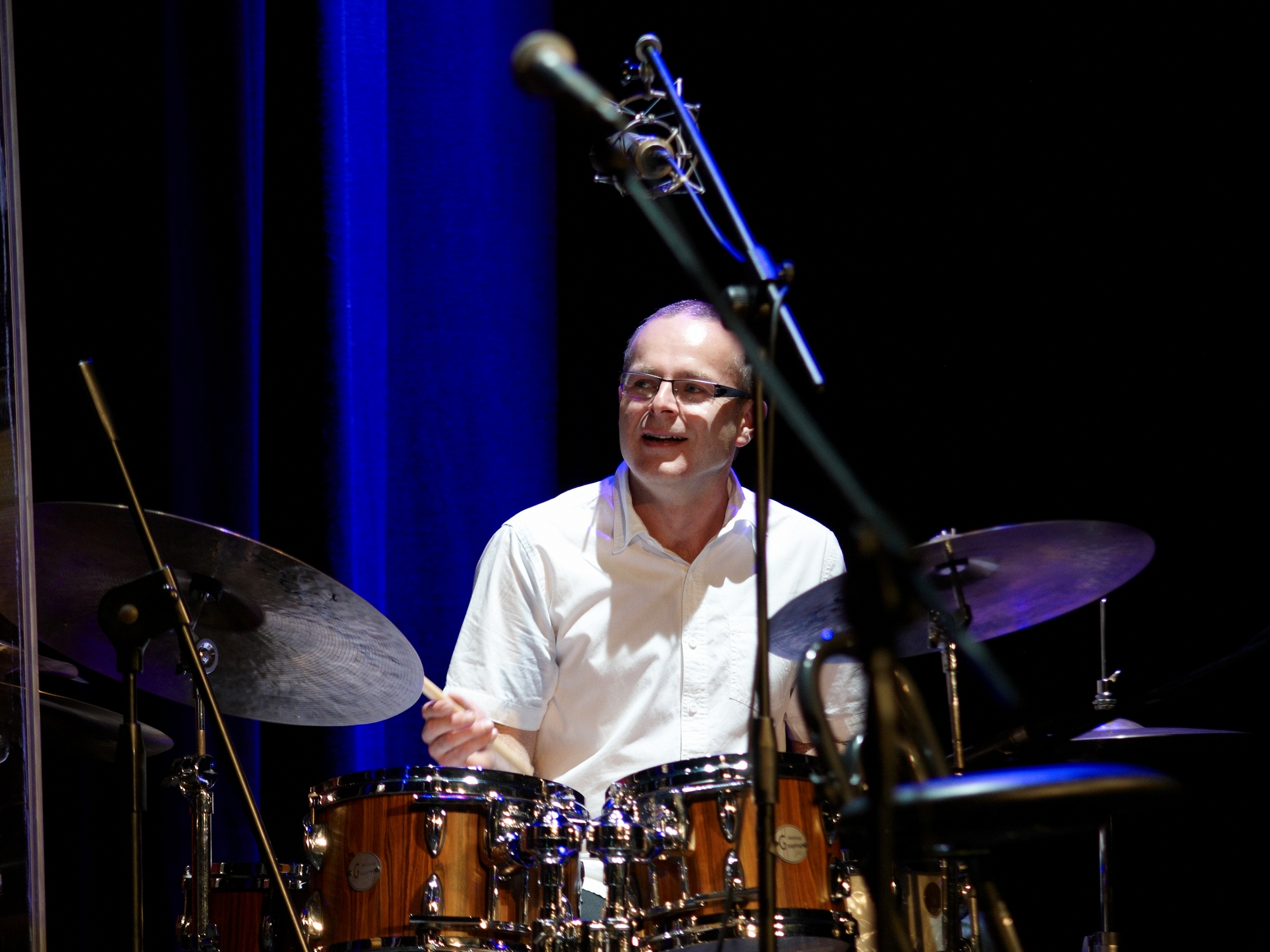

Marcin Jahr (Bydgoszcz, 1969. március 25. –) lengyel dzsesszdobos.

## Pályafutása
A Katowicei Zeneakadémián tanult dobolni, ahol 1992-ben kapott dzszesszenész diplomát. Már ezzelőtt díjakat és  jutalmakat nyert a krakkói Jazz Juniors Fesztiválon. Zenei karrierje kezdete óta (1985) olyan lengyelországi fesztiválokon vett részt, mint a varsói Jazz Jamboree, a wrocławi Jazz on the Odra, a Poznańi Jazz Fair. Külföldi fesztiválokon is dobolt; a Pori Jazz Fesztivál 88-on a Wiesław Pieregorólka Big Banddel, az Istanbul Festiwal’ 93-on a Polish-Turkish Együttessel.
1991-től Minden évben a lengyelországi puławyi Jazz Workshopon tanít dobot, és a németországi Leichlingenben a Jazz Workshopon is jelen volt (1992, 1994).
Számos lengyel és külföldi zenésszel játszott, például Tomasz Stańkoval és Piotr Wojtasik trombitással, Garrison Fewell gitárossal, Jan „Ptaszyn” Wróblewski szaxofonossal, Janusz Muniakkal, Zbigniew Namysłowskival, Adam Wendttel, a „New Presentation” női zenekarral, Lora Szafrannal, Volker Greeve vibrafonossal, Ed Schuller basszusgitárossal – sok mindenki mással.
2004-től a lengyelországi Zielona Góra Egyetem dzsessz tanszékén és számos dzsessziskolában is tanít dobot.

## Lemezválogatás
- Jacek Niedziela – "Wooden Soul" (Polonia Records CD 025)
- Piotr Wojtasik – "Lonely Town (Power Bros. PB 00137)
- Karol Szymanowski – "Sześćsił" (Polonia Records CD 060)
- Krzysztof Herdzin – "Chopin" (Polonia Records CD 056)
- Leszek Kułakowski – "Interwały" (Polonia Records CD 072)
- "The Other Side of Polonia Records" (Polonia Records CD 064)
- Jacek Niedziela/Wojciech Niedziela – "Jazzowe Poetycje" (KOCH Int. 33863–2)
- Funky Groove – "Funky Groove" (Polygram Polska – Mercury 536 043–2)
- Ewa Bem "Bright Ella’s Memorial" (KOCH International 33957–2)
- Jan "Ptaszyn" Wróblewski – "Henryk Wars Songs – Live in Tarnów" (CD Sound Int. CDSCD 103)
- Krzysztof Herdzin – "Being Confused" (CD Sound Int. CDSCD 106)
- Jacek Niedziela – "Sceny z Macondo" (CD Sound Int. CDSCD 108)
- Brandon Furman – "A Bard’s Tale" (Polonia Records CD 185)
- Leszek Kułakowski "Katharsis" (Not Two Records MW 708–2)
- Wojciech Niedziela – "To Kiss the Ivorys" (Polonia Records CD 229)
- Leszek Kułakowski – "Eurofonia" (Not Two Records MW 717–2)
- Wojciech Majewski "Grechuta" (Sony Jazz) (2001)
- Funky Groove "Go to Chechua Mountain" (GRAMI 2002)
- 0–58 – "Tryby" (0–58records 001)
- Jan "Ptaszyn" Wróblewski Quartet – "Real Jazz" (BCD CDN 10/PRK CD 0068)
- Bisquit – "Inny smak" (Kayax)
- Jan "Ptaszyn" Wróblewski Quartet – "Supercalifragilistic" (BCD CDN 14)
- Kasia Stankowska – "Passions" (OLPRESS 01)
- Adam Wendt Power Set (Adam Wendt/Boogie Production 5904003980961)